# シーリングライト

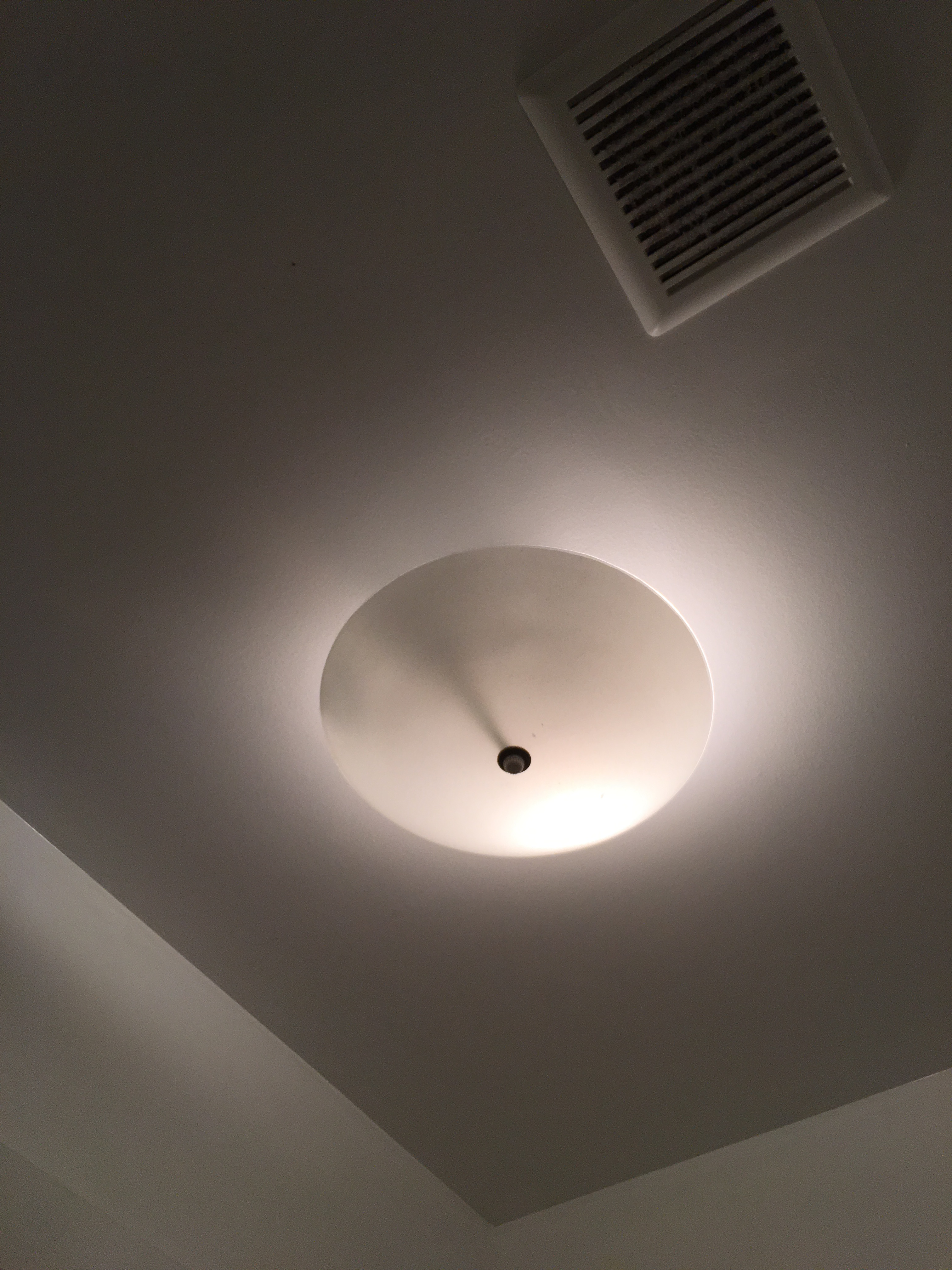
シーリングライト

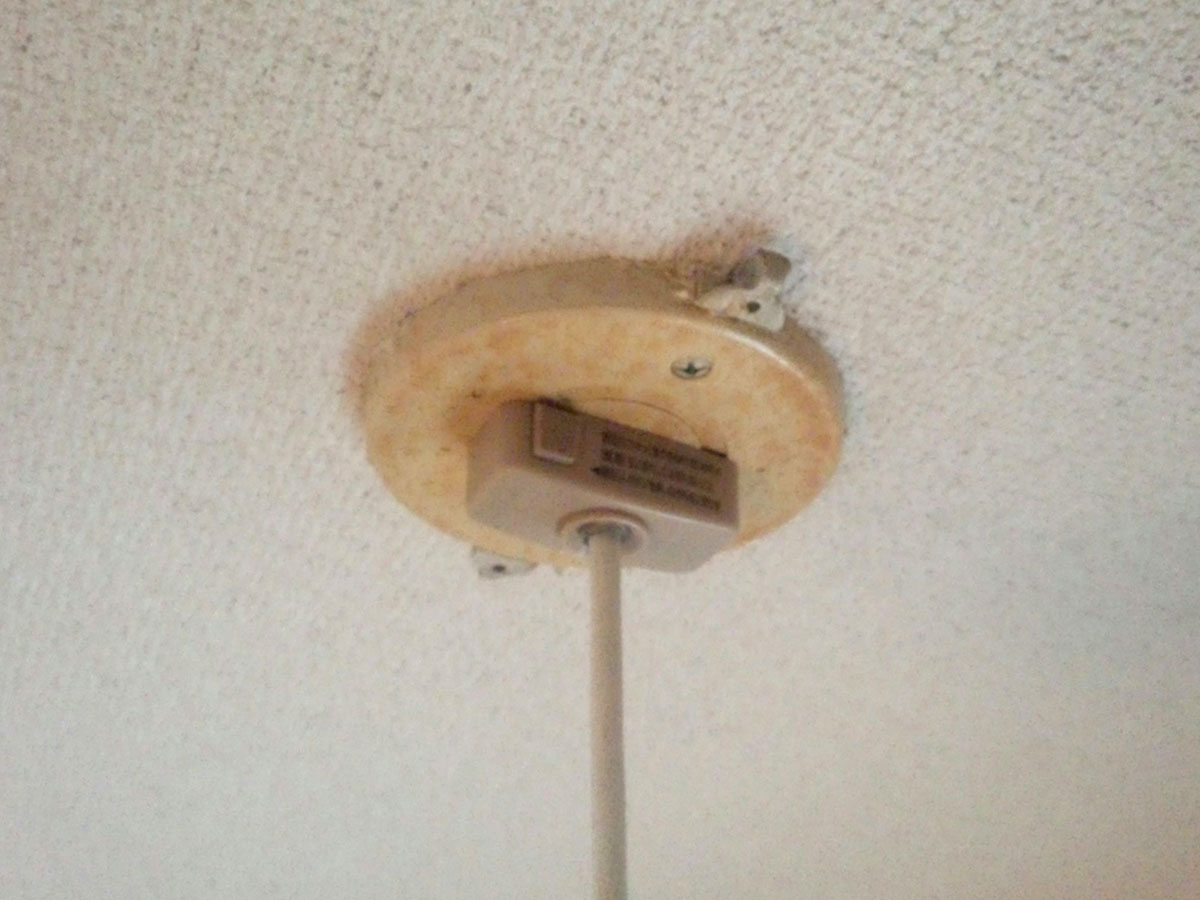
シーリングライトのタップと引掛シーリング

シーリングライト（英: ceiling light）は、天井に直接取り付ける照明器具であり、天井灯（てんじょうとう）とも称される。なお、天井からチェーンなどで吊り下げるものはペンダントライト（英: pendant light）とも称される。

## 一般的な照明
シーリングライトは天井面（ceiling）に直接取り付けるタイプの照明器具で、室内全体を明るくするために住宅などの居室や事務所などの主照明（全般照明）として用いられることが多い。
日本では、一般的な住宅などの各部屋の天井には引掛シーリングという一種のコンセントが設置されている。引掛シーリングは照明器具を固定する役割を兼ねており、引掛シーリングに対応するシーリングライトでは、ほとんどの場合は工具などを必要としないうえ、直接のネジ止めなどで天井面を傷つけることなく、一般の人でも簡単に設置できる。なお、引掛シーリングがなく配線が天井より露出しているのみだったり、引掛シーリングがひび割れたり欠けたりしている場合は「引掛シーリングの取り付けまたは交換を電器店や電気工事業者へ依頼」する必要がある（有料。壁・天井・床下への配線器具取付および交換は電気工事士の資格を有する人が行うよう定められており、無資格者による配線工事は感電や欠陥工事による火災などを防ぐために禁止されている。）。
光源はLEDや環形の蛍光灯が多く用いられ、外側に光を拡散させるためのアクリル樹脂などによるカバーがついている。設置する部屋の広さに応じて選択する。平らでない複雑形状の天井も多かったかつての新築住宅にはペンダント（吊り下げ）照明が多く取り付けられていたが、現代の新築住宅は平天井が主体であるため、空間が広く使えて清掃も簡単な（埃が溜まりにくい）シーリングライトやダウンライトを取り付けるケースがほとんどとなっており、ペンダント照明器具の需要は大幅に減少している（かつては、リモコン操作によってシーリングライト本体を電動ワイヤーで上下させる「リフタータイプ」や、手動巻き取り式ワイヤーでペンダントライト本体の高さを変えられる機種を製造していたメーカーもあったが、現在はすべて生産終了。ペンダント器具の現行モデルは壁スイッチや後述のプルスイッチで操作する機種が主体で、リモコン操作対応ペンダント器具の生産は大幅に縮小。引きひも式ペンダント器具についても生産より撤退するメーカーが相次ぎ、現在引きひも式LEDペンダント器具を製造している国内メーカーはパナソニック ライティングシステムズ・ホタルクス・コイズミ照明・瀧住電機工業・アイリスオーヤマ・オーデリックのみ。引掛シーリングを自社生産している国内メーカーはパナソニック・東芝ライテック・オーム電機・朝日電器・神保電器のみ）。
スイッチの入切は基本的には壁付スイッチで行うが、リモコンを用いるタイプ、ひもを引くプルスイッチを用いる機種もある。また、プルレススイッチ対応の器具は壁スイッチを数秒以内にオン・オフする方法で調光が可能。現行モデルはリモコンで操作する機種が主体となっており、引きひもを用いる機種の生産は大幅に縮小。引きひもを用いない（リモコン操作の）機種は必ず「壁スイッチと組み合わせて使用」するよう指示されている（壁スイッチで主電源を切れないと「ランプ交換・器具内清掃・器具取り外し時に電源を強制遮断できず感電する危険」・「停電からの復電時に異常動作」・「リモコン紛失時や電池消耗時に入/切と点灯切替ができなくなる」などの不具合や事故が起きるおそれがあるため。壁スイッチのない部屋へは「引きひも式LEDシーリングライトまたはペンダント」のみ取付可。引きひも式LEDシーリングライトは生産より撤退するメーカーが相次いでおり・現行モデルはリモコンと壁スイッチ操作式がほとんどであるため、壁スイッチのない部屋へシーリングライトを取り付ける場合は「壁スイッチの増設や新設」を電器店や電気工事業者へ依頼する必要がある）。また、同一メーカー・同一&類似品番のシーリングライトを同じ部屋で用いる場合に混信を防げる「リモコンモード切替スイッチ」を本体とリモコンの双方に搭載している。国内主要メーカーのシーリングライトを操作可能な汎用リモコンも発売されているが、LEDと従来型の両方の器具を操作可能なタイプはなく、「蛍光灯&白熱電球器具専用」と「LED器具専用」に分けられている。上位機種のメーカー純正リモコンは液晶画面付きとなっており、調光の操作に加えて好みの時刻に照明を入/切可能な「オン・オフタイマー」を搭載（事前に時刻設定が必要。乾電池が消耗したり電池を交換したりすると時計やタイマーがリセットされる場合があるため、その際には時刻合わせとタイマー設定をやり直す。壁スイッチで主電源を切ると、オン・オフタイマーは動作しない。）。乾電池は「アルカリ乾電池の使用」が推奨されている（液晶画面なしの汎用リモコンはオフタイマーのみ）。
小型シーリングライトは小さな部屋に取り付ける照明で光源はLED、蛍光灯、白熱灯に分かれる。大半の機種はアダプターを引掛シーリングに取り付けてから器具本体を取り付けるが、アダプター不要で器具本体を90度回転させれば取り付け完了となる「シーリングユニ」を採用した機種もある。
なお、シーリングファン（天井扇）と一体化していたり、Bluetooth対応スピーカーやプロジェクタを内蔵していたりする製品（aladdin Xなど）もある（主電源の壁スイッチが「切」の時は動作しない）。
照明器具の寿命は「製造から10年」とされており、設置から10年以上経過した器具は「最新モデルへの交換」が推奨されている（外観に異常がなくても内部の劣化が進行している場合があり、火災や漏電などの事故につながりかねないため）。
白熱電球・蛍光灯・電球型蛍光灯を用いる従来型シーリングライト・ペンダント・デスクスタンド器具は国内メーカー全社が2019年（点灯管を用いる蛍光灯器具は2010年）までに生産を終了。現行モデルはLEDに一本化された（LED電球器具の場合、従来型の白熱電球および電球型蛍光ランプは使用不可。従来光源を用いる旧式照明器具の補修用性能部品供給も既に終了しており、不具合が生じた場合はランプ交換ではなく「最新LED器具への買い換え」を推奨）。従来型ランプ類（ミニクリプトン白熱電球・電球形蛍光ランプ・直管&丸形蛍光ランプ）と点灯管は国内主要メーカーが「交換用途に絞って」生産を継続しているが、需要減や原材料価格高騰による生産コスト増大で製品の安定供給が困難となったため、蛍光ランプ・ミニクリプトン電球・点灯管製造からも撤退してLEDランプへ一本化するメーカーが相次いでいる（生産を継続するメーカーも従来型ランプ販売価格を値上げし、同時に「品番統合による蛍光ランプ製品リストラ」も強力推進）。
従来型光源（蛍光ランプ・電球形蛍光ランプ・白熱電球・点灯管）は「国内メーカー全社が2027年12月までに生産を完全終了」する方針が決まり、今後はLEDへ完全移行する。

### LEDシーリングライト
2010年にLED照明を光源に使ったシーリングライトが発売された。蛍光灯と比較して発光効率はあまり差がないが、環境光センサーと組み合わせて自動的に調光するなどで省電力を謳った製品が多い。また、調色が可能なことは蛍光灯にはないメリットである（低価格な製品には調光・調色機能がない場合もある）。蛍光灯に比べて長寿命だが、LEDが直接埋め込まれているため、発光体（ランプ）のみを交換することはできない。そのため、各メーカーでは電源部分に限って保証期間を5年（1日20時間を超えるような過酷な使用下では2.5年）と長めに設定されているのが一般的である。2012年には普及価格帯の製品が増え、シーリングライト市場でLEDタイプの販売数量が蛍光灯を上回った。
2020年にはパナソニック ライティングシステムズが「適合する引掛シーリングが付いていれば素人でも従来型蛍光灯器具から簡単に交換可能で、従来品パルック丸型蛍光灯と同一デザインパッケージを採用した本体・カバー一体型コンパクトモデル『パルックLEDシーリングライト』」を発売した。

## 舞台照明としてのシーリングライト
客席の上、つまり舞台の斜め上からライトをあてることができるよう、観客席の天井に灯体を吊る舞台照明。「前明かり」のひとつ。通称「シーリング」。図面などでの略称は「CL」。

## 日本国内のシーリングライトメーカー
- パナソニック ライティングシステムズ - パルックLEDシリーズ。一部製品は大光電機へもOEM供給。
- 東芝ライテック - 一部製品はNVCライティングジャパンへ生産委託。三菱電機照明へもOEM供給。
- 日立グローバルライフソリューションズ - 住宅用LED照明器具は2022年12月限りで生産を終え、在庫品限りで販売終了[5][6]。
- 三菱電機照明 - 一部製品は東芝ライテックへ生産委託。
- ホタルクス
- 大光電機 - 一部製品はパナソニック ライティングシステムズへ生産委託。
- オーデリック
- アイリスオーヤマ
- コイズミ照明
- オーム電機
- 山田照明
- 瀧住電機工業